# Tigmotaksja
Tigmotaksja, stereotaksja – rodzaj taksji polegający na ruchu pojedynczych komórek lub całych organizmów w odpowiedzi na bodźce dotykowe. Odgrywa ona znaczącą rolę adaptacyjną w warunkach słabego oświetlenia. Przykłady:
- orientacja przestrzenna zwierząt żyjących pod ziemią[1],
- przywieranie do podłoża organizmów żyjących w wodach płynących (unikanie porwania przez prąd wody)[2],
- skłonność szczurów do poruszania się przy ścianach pomieszczenia[2].